# Arcidiocesi di Scutari-Pult
L'arcidiocesi di Scutari-Pult (in latino Archidioecesis Scodrensis-Pulatensis) è una sede metropolitana della Chiesa cattolica in Albania. Nel 2023 contava 185.473 battezzati su 311.027 abitanti. È retta dall'arcivescovo Giovanni Peragine, B.

## Territorio
L'arcidiocesi comprende parte della prefettura di Scutari, nel nord-ovest dell'Albania.
Sede arcivescovile è la città di Scutari, dove si trova la cattedrale di Santo Stefano protomartire.
Il territorio è suddiviso in 40 parrocchie.

## Storia
Il primo vescovo noto di Scutari fu Basso (387). Scutari fu originariamente suffraganea di Tessalonica, che era la sede del primate di tutto l'Illirico, ma quando Giustiniano I trasferì la primazia a Ocrida, Scutari ne divenne suffraganea. Nell'Alto Medioevo (circa 877) Scutari era suffraganea di Dioclea, e dall'XI secolo fu suffraganea dell'arcidiocesi di Antivari. Non si conosce nessun vescovo dal VII secolo fino alla metà del XII secolo.
La diocesi di Pult fu eretta nel IX secolo ed era originariamente suffraganea dell'arcidiocesi di Dioclea. Successivamente divenne suffraganea dell'arcidiocesi di Tessalonica. Dal 1340 al 1520 esistettero due diocesi di Pult o Pulati, chiamate rispettivamente Pulati maggiore e Pulati minore.
Verso la fine del XV secolo la diocesi di Scutari cadde in un periodo di decadenza e fu considerata come diocesi in partibus infidelium e il suo titolo venne dato a Nicolò Lupi, vescovo ausiliare di Treviso e poi a Giacomo de Humano, vescovo ausiliare di Siracusa. Tuttavia il successore Pedro Cardona ebbe l'obbligo di residenza in diocesi. Dal 1524 al 1534 la successione episcopale presenta un'interruzione, seguita da un lungo periodo di sede vacante dal 1543 al 1575. Anche negli anni successivi, fino al 1622, la successione episcopale è a tratti discontinua o incerta. Poco dopo il 1530 la diocesi di Suacia fu soppressa e il suo territorio unito a quello della diocesi di Scutari. Il 20 aprile 1641 per l'assenza del vescovo il governo della diocesi di Drivasto fu commesso al vescovo di Scutari; la diocesi di Drivasto fu soppressa poco dopo e il suo territorio unito a quello della diocesi di Scutari.
Anche la successione dei vescovi di Pult sul finire del XV secolo diviene incerta e si interrompe prima della metà del XVI secolo per riprendere solo nel 1656. Durante questo lungo periodo di interruzione è noto solo il nome di un vescovo domenicano polacco che era attivo nel 1574. Dal 1654 divenne suffraganea dell'arcidiocesi di Antivari. Nel 1703 la diocesi di Pult cedette alcune parrocchie alla diocesi di Sapë. La residenza vescovile era nel villaggio di Giovagni o Gioagni (Gjoani).
Il 14 marzo 1867, in forza del breve Ex debito di papa Pio IX, la diocesi di Scutari fu unita aeque principaliter con l'arcidiocesi di Antivari ed elevata conseguentemente al rango di arcidiocesi metropolitana, con suffraganee Alessio, Pult e Sapë.
Il 23 ottobre 1886 l'arcidiocesi di Scutari fu nuovamente divisa da quella di Antivari per effetto del breve In sublimi di papa Leone XIII, rimanendo però arcidiocesi metropolitana e conservando tutte le suffraganee, che le furono confermate con il breve Quae catholico nomini dello stesso papa Leone XIII del 22 aprile 1887.
Il 5 marzo 1927 fu impiccato don Gjon Gazulli, che si opponeva a re Zog I in seguito alla discriminazione contro le zone cattoliche dell'Albania ed era stato condannato a morte. Le sue ultime parole furono: "Sto morendo innocente. Viva Cristo, nostro Re! Viva la Chiesa Cattolica, nostra Madre! Viva il Papa, nostro Padre! Viva l'Albania e i veri albanesi!".
Il 25 gennaio 1930 con il breve Incumbentis Nobis di papa Pio XI furono ridefiniti i confini tra l'arcidiocesi di Scutari e la diocesi di Sapë.
Il 5 e il 25 marzo 1945 furono giustiziati rispettivamente i sacerdoti don Lazër Shantoja e Ndre Zadeja. Il 4 marzo 1946 furono giustiziati dietro il cimitero di Scutari i gesuiti Giovanni Fausti e Daniel Dajani, il francescano Gjon Shllaku e il seminarista Mark Çuni, condannati a morte per reati inesistenti il precedente 22 febbraio. Sempre nel 1946 fu giustiziato Alfons Tracki, condannato a morte, e morì in carcere per torture il francescano Bernardin Palaj. Nel 1947 fu condannato a morte e fucilato don Dedë Maçaj; nello stesso anno morirono per torture il parroco francescano Serafin Koda e il gesuita Gjon Pantalija. Nel 1948 furono fucilati don Anton Zogaj e i francescani Mati Prendushi e Çiprijan Nikaj; nello stesso anno Anton Muzaj morì per le conseguenze delle torture e della prigionia; per torture morì anche don Dedë Plani; nello stesso anno morì in carcere per torture don Jak Bushati e trovò la morte in carcere anche don Ejëll Deda; don Lekë Sirdani e don Pjetër Çuni furono torturati e affogati nella fogna. Nel 1950 morì in carcere il francescano Gaspër Suma Nel 1954 morì per infarto in carcere il sacerdote francescano Karl Serreqi, già condannato a morte con la pena commutata nell'ergastolo e lavori forzati, considerato martire del segreto confessionale. Nel 1959 fu condannato a morte e fucilato don Dedë Malaj. Nel 1969 fu fucilato don Marin Shkurti. Nel 1974 fu fucilato l'ultimo martire albanese del comunismo, don Mikel Beltoja Sono stati tutti beatificati il 5 novembre 2016.
Nel 1967 la cattedrale, la più grande chiesa cattolica dei Balcani, fu chiusa al culto e trasformata in un palazzetto dello sport dal regime ateo, per poi ritornare al culto negli anni novanta. Il seminario diocesano fu adibito ad albergo per gli atleti.
Il 25 gennaio 2005 la diocesi di Pult è stata unita all'arcidiocesi di Scutari, che ha assunto il nome attuale.
Nel luglio 2016 è stato aperto il museo diocesano di Scutari, il primo di tutta l'Albania. Vi sono conservate immagini ed oggetti sacri risalenti soprattutto al XX secolo.

## Cronotassi dei vescovi
Si omettono i periodi di sede vacante non superiori ai 2 anni o non storicamente accertati.

### Sede di Scutari
- Basso † (all'epoca di papa Siricio)[34]
- Senecio † (prima del 419 circa - dopo il 446)[35]
- Andrea I † (menzionato nel 519)[35]
- Focas ? † (menzionato nel 553)[36]
- Stefano I † (menzionato nel 591)[35]
- Giovanni I † (prima del 597 - dopo il 599)[35]
- Costantino † (menzionato nel 602)[35]
- Anonimo (Giorgio ?) † (menzionato nel 1142)[37]
- Pietro I † (menzionato nel 1199)[38]
- Anonimi † (menzionati nel 1234, 1250, 1251 e 1252)[39]
- Stefano II † (prima di novembre 1303 - dopo novembre 1318 dimesso)[40]
- Pasquale † (menzionato a ottobre 1319)[41]
- Pietro II † (prima di ottobre 1320 - dopo giugno 1331 deceduto)[42]
- Marco † (20 agosto 1346 - dopo il 1351[43])
- Marino † (? - circa 1367 deceduto)[44]
- Antonio da Saluzzo, O.P. † (23 aprile 1367 - dopo il 1370[45])
  - Emerico † (menzionato nel 1373) (vescovo titolare ?)[46]
- Francesco † (4 maggio 1388 - ?)
- Enrico, O.F.M. † (menzionato nel 1390)
- Anduino † (menzionato nel 1398)
- Cristoforo, O.E.S.A. † (10 giugno 1401 - 14 dicembre 1401 nominato vescovo di Polignano)
- Migliorino Manfredi, O.F.M. † (14 dicembre 1401 - circa 1403)
- Bartolomeo Vanni, O.E.S.A. † (5 marzo 1403[47] - 24 agosto 1403 nominato vescovo di Bovino)
- Progano Printzenago † (24 agosto 1403 - dopo il 1405)[48]
- Giovanni II † (19 marzo 1407 - dopo il 1440 deceduto)
- Emanuele, O.P. † (9 gennaio 1451 - dopo il 1459 deceduto)
- Taddeo Pascaligo † (6 marzo 1465 - ? deceduto)
- Bartolomeo Barbarigo † (9 febbraio 1467 - 11 ottobre 1471 nominato vescovo di Parenzo)
- Francesco II de Sanctis, O.F.M. † (14 ottobre 1471 - circa 1491 deceduto)
- Nicolò Lupi † (14 marzo 1492 - ? deceduto)
- Giacomo de Humano, O.E.S.A. † (10 marzo 1511 - 10 agosto 1517 deceduto)
- Pedro Cardona, C.R.S.A. † (26 febbraio 1518 - 1522 deceduto)
- Girolamo Vascheri, O.F.M. † (3 ottobre 1522 - 19 settembre 1524 nominato vescovo di Guardialfiera)
- Antonio Beccari, O.P. † (23 settembre 1534 - 1543 deceduto)
  - Sede vacante (1543-1575)
- Teodoro Calompsi † (26 ottobre 1575 - circa 1578 deceduto)
- Paolo da Zara, O.P. † (5 marzo 1582 - 1585 deceduto)
- Duka Armani † (13 giugno 1590 - ?)
- Andrea II † (? - circa 1622 deceduto)
- Domenico Andreassi, O.F.M. † (23 marzo 1622 - 1637 deceduto)
- Francesco Cruta † (10 settembre 1640 - circa 1645 deceduto)
- Gregorio Frasini, O.F.M. † (10 settembre 1646 - circa 1656 deceduto)
- Pjetër Bogdani † (6 marzo 1656 - 8 novembre 1677 nominato arcivescovo di Skopje)
- Domenico Bubić (Babić) † (22 novembre 1677 - 1686 deceduto)
- Andrea Galata † (16 settembre 1686 - prima del 1690 deceduto)
  - Marino Drago † (11 febbraio 1690 - 22 dicembre 1693) (amministratore apostolico)
- Antonio Negri (de Nigris) † (22 dicembre 1693 - 1702 deceduto)
  - Peter Karagić, O.F.M. † (20 agosto 1698 - 15 settembre 1698 nominato vescovo di Pult) (amministratore apostolico)
- Antonio Babbi (Rabbi) † (15 gennaio 1703 - ottobre 1728 deceduto)
- Antonio Vladagni † (23 dicembre 1729 - 1740 deceduto)
- Paolo Campsi (Campsinato di Pietro) † (25 maggio 1742 - 19 aprile 1771 deceduto)
- Giorgio Angelo Radovani † (29 luglio 1771 - 23 aprile 1787 nominato arcivescovo di Antivari)
- Francesco Borzi † (23 aprile 1787 - 11 aprile 1791 nominato arcivescovo di Antivari)
- Marco (Matteo) Crescesi † (11 aprile 1791 - 24 gennaio 1808 deceduto)
- Antonio Angelo Radovani † (8 luglio 1808 - 3 maggio 1814 deceduto)
- Antonio Dodmassei † (19 dicembre 1814 - 21 luglio 1816 deceduto)
- Nikolla Muriqi † (4 luglio 1817 - 14 febbraio 1824 deceduto)
- Ambrogio Bruci † (24 agosto 1824 - 21 giugno 1831 deceduto)
- Benigno Albertini, O.F.M.Obs. † (13 aprile 1832 - 24 agosto 1838 deceduto)
  - Antonio Bassić † (11 dicembre 1838 - 1839 dimesso)[49] (vescovo eletto)
- Luigi Guglielmi † (24 settembre 1839 - 27 settembre 1852 nominato vescovo di Verona)
- Giovanni Topić, O.F.M.Obs. † (27 settembre 1853[50] - 17 gennaio 1859 dimesso[51])
- Luigi Ciurcia, O.F.M.Obs. † (17 gennaio 1859 succeduto - 27 luglio 1866 nominato delegato apostolico in Egitto.[52])
- Karl Pooten † (15 marzo 1867 - 15 gennaio 1886 deceduto)
- Pasquale Guerini † (23 novembre 1886 - novembre 1909 dimesso[53])
- Giacomo Sereggi † (14 aprile 1910 - 14 ottobre 1921 dimesso[54])
- Lazër Mjeda † (19 ottobre 1921 - 8 luglio 1935 deceduto)
- Gaspare Thaci † (27 gennaio 1936 - 25 maggio 1946 deceduto)
  - Sede vacante (1946-1992)
  - Ernesto Çoba † (21 gennaio 1952 - 15 aprile 1979 deceduto) (amministratore apostolico)
- Franco Illia † (25 dicembre 1992 - 22 ottobre 1997 deceduto)
- Angelo Massafra, O.F.M. (28 marzo 1998 - 25 gennaio 2005 nominato arcivescovo di Scutari-Pult)

### Sede di Pult (maggiore)
- Anonimo † (menzionato nell'877)
- Anonimo † (menzionato nel 1062)
- Anonimo † (menzionato nel 1121)
- Teodoro † (prima del 1141 - dopo il 1167 ?)
- Pietro I †
- Giovanni † (menzionato nel 1199)
- Anonimo † (menzionato nel 1227)
- Andrea † (menzionato nel 1251)
- Anonimo † (menzionato nel 1308)
- Pietro II † (menzionato nel 1351)
- Nicola I † (21 aprile 1367 - ? deceduto)
- Lorenzo da Portegno, O.P. † (19 agosto 1370 - circa 1376 deceduto)
- Matteo da Norcia, O.E.S.A. † (27 agosto 1376 - ?)
- Sergio † (menzionato nel 1391)
- Alessio † (4 novembre 1405 - ? deceduto)
- Nicolo Zaccaria † (5 maggio 1421 - ? deceduto)
- Dusman † (30 aprile 1427 - ?)
- Nicola II † (prima del 1454 - circa 1470 deceduto)
- Stefano † (26 ottobre 1470 - ? deceduto)
- Giovanni † (10 maggio 1475 - ?)
- Martino Massarech † (18 aprile 1515 - ? deceduto)
- Isidoro Almopaveri † (12 aprile 1518 - ?)
- John Stanywell † (28 aprile 1524 - ?)
- Lorenzo Santarelli † (7 giugno 1529 - ?)
- Martino Polono, O.P. † (menzionato nel 1574)
  - Sede vacante (?-1656)
- Vincenzo Giovannelli, O.F.M. † (10 gennaio 1656 - 1660 dimesso)
- Giacinto da Sezze, O.F.M. † (20 settembre 1660 - ?)
  - Peter Tolić † (29 ottobre 1683 - ?) (vicario apostolico)
- Peter Karagić, O.F.M. † (15 settembre 1698 - 25 settembre 1702 nominato arcivescovo di Skopje)
- Marino Gini † (26 novembre 1703 - 29 marzo 1719 nominato vescovo di Sapë)
- Pietro Scurra † (15 maggio 1719 - 30 settembre 1720 nominato arcivescovo di Durazzo)
  - Giovanni Galata † (23 dicembre 1720 - 15 novembre 1728 nominato vescovo di Alessio) (amministratore apostolico)
- Marco de Luchi † (24 settembre 1731 - 9 marzo 1746 nominato arcivescovo di Antivari)
- Serafino Torriani, O.F.M.Ref. † (9 marzo 1746 - 19 settembre 1754 dimesso)[55]
- Giorgio Giunchi † (3 gennaio 1757 - 9 dicembre 1765 nominato vescovo di Alessio)
- Alessandro Bianchi † (27 gennaio 1766 - 1780 deceduto)
- Giovanni Logorezzi † (2 aprile 1781 - 26 settembre 1791 nominato vescovo di Sapë)
- Marco Negri † (26 settembre 1791 - 8 luglio 1808 nominato vescovo di Sapë)
- Antonio Dodmassei † (8 luglio 1808 - 19 dicembre 1814 nominato vescovo di Scutari)
- Michalangelo Calmet † (19 dicembre 1814 - 22 luglio 1816 nominato vescovo di Ripatransone)
- Pietro Ginaj (Ginnay) † (4 luglio 1817 - 1º aprile 1832 dimesso)[56]
  - Sede vacante data in amministrazione ai vescovi di Scutari (1833-1847)
- Paolo Dodmassei † (30 luglio 1847 - 1º giugno 1858 nominato vescovo di Alessio)
- Pasquale Vuičić (Vujcic), O.F.M.Obs. † (1º giugno 1858 - 7 settembre 1860 nominato vescovo titolare di Antifello)
- Dario Bucciarelli, O.F.M.Obs. † (18 dicembre 1860 - 14 giugno 1864 nominato arcivescovo di Skopje)
- Paolo Beriscia † (14 giugno 1864 - 21 agosto 1869 deceduto)
- Alberto Gracchi, O.F.M.Ref. † (24 maggio 1870 - 22 dicembre 1887 deceduto)
- Lorenzo Petris de Dolammare † (7 gennaio 1889 - 5 agosto 1890 nominato vescovo di Sapë)
- Nicola Marconi, O.F.M.Ref. † (23 dicembre 1890 - 5 gennaio 1911 dimesso[57])
- Bernardino Shlaku, O.F.M. † (31 gennaio 1911 succeduto - 9 novembre 1956 deceduto)
  - Sede vacante (1956-1992)
- Robert Ashta, O.F.M. † (25 dicembre 1992 - 12 aprile 1998 deceduto)
  - Sede vacante (1998-2005)

### Sede di Pult minore
- Anonimo † (prima del 1340)
- Giovanni, O.P. † (2 giugno 1345 - ?)
- Gregorio † (menzionato nel 1351)
- Dusman † (1427 - circa 1446)
- Giorgio I † (22 giugno 1446 - ?)
- Damiano † (1º settembre 1449 - 1467 ? deceduto)
- Margarino † (7 gennaio 1467 - ?)
- Giorgio II †
- Giovanni Cabrero †
- Pietro Socchi (o Zagno) † (10 gennaio 1508 - ?)
- Diego, O.F.M. † (10 dicembre 1508 - ?)
- Domenico Crutphi † (menzionato nel 1513)
- Majorius Somo † (12 aprile 1518 - circa 1520 deceduto)
- Vincenzo Scalona, O.S.B. † (13 giugno 1520 - ?)

### Sede di Scutari-Pult
- Angelo Massafra, O.F.M. (25 gennaio 2005 - 8 gennaio 2025 ritirato)
- Giovanni Peragine, B., succeduto l'8 gennaio 2025

## Statistiche
L'arcidiocesi nel 2023 su una popolazione di 311.027 persone contava 185.473 battezzati, corrispondenti al 59,6% del totale.
| anno                        | popolazione | popolazione | popolazione | presbiteri | presbiteri | presbiteri | presbiteri                | diaconi | religiosi | religiosi | parrocchie |
| anno                        | battezzati  | totale      | %           | numero     | secolari   | regolari   | battezzati per presbitero | diaconi | uomini    | donne     | parrocchie |
| --------------------------- | ----------- | ----------- | ----------- | ---------- | ---------- | ---------- | ------------------------- | ------- | --------- | --------- | ---------- |
| diocesi di Pult             |             |             |             |            |            |            |                           |         |           |           |            |
| 1942                        | 17.125      | ?           | ?           | 16         | 3          | 13         | 1.070                     |         |           |           | 16         |
| 1997                        | 30.810      | 46.247      | 66,6        | 4          | 2          | 2          | 7.702                     |         | 2         | 8         | 18         |
| 2001                        | 30.646      | 41.000      | 74,7        | 6          | 2          | 4          | 5.107                     |         | 4         | 8         | 18         |
| 2002                        | 30.640      | 41.000      | 74,7        | 8          |            | 8          | 3.830                     |         | 9         | 7         | 18         |
| arcidiocesi di Scutari      |             |             |             |            |            |            |                           |         |           |           |            |
| 1999                        | 255.000     | 300.000     | 85,0        | 32         | 15         | 17         | 7.968                     |         | 45        | 66        | 27         |
| 2000                        | 255.000     | 300.000     | 85,0        | 36         | 14         | 22         | 7.083                     |         | 49        | 66        | 27         |
| 2001                        | 130.000     | 200.000     | 65,0        | 42         | 16         | 26         | 3.095                     |         | 53        | 109       | 29         |
| 2002                        | 130.000     | 200.000     | 65,0        | 47         | 19         | 28         | 2.765                     |         | 48        | 113       | 29         |
| 2003                        | 132.800     | 202.800     | 65,5        | 47         | 18         | 29         | 2.825                     |         | 49        | 116       | 29         |
| 2004                        | 132.800     | 202.800     | 65,5        | 48         | 18         | 30         | 2.766                     |         | 51        | 119       | 29         |
| arcidiocesi di Scutari-Pult |             |             |             |            |            |            |                           |         |           |           |            |
| 2007                        | 165.000     | 236.500     | 69,7        | 58         | 21         | 37         | 2.844                     |         | 55        | 128       | 43         |
| 2010                        | 164.900     | 236.302     | 69,8        | 59         | 23         | 36         | 2.794                     |         | 54        | 169       | 43         |
| 2014                        | 166.700     | 238.000     | 70,0        | 55         | 21         | 34         | 3.030                     |         | 62        | 158       | 40         |
| 2017                        | 167.000     | 250.300     | 66,7        | 50         | 18         | 32         | 3.340                     |         | 56        | 156       | 43         |
| 2020                        | 149.675     | 239.500     | 62,5        | 54         | 18         | 36         | 2.771                     |         | 59        | 152       | 40         |
| 2022                        | 147.970     | 238.500     | 62,0        | 49         | 17         | 32         | 3.019                     |         | 57        | 149       | 40         |
| 2023                        | 185.473     | 311.027     | 59,6        | 51         | 17         | 34         | 3.636                     |         | 52        | 147       | 40         |

### Cronotassi di Scutari
- (LA)  Pius Bonifacius Gams, Series episcoporum Ecclesiae Catholicae, Leipzig, 1931, p. 418
- (LA)  Konrad Eubel, Hierarchia Catholica Medii Aevi, vol. 1, p. 440; vol. 2, pp. XXXVII, 232; vol. 3, p. 294; vol. 4, p. 307; vol. 5, p. 347; vol. 6, p. 370; vol. 7, pp. 337–338; vol. 8, pp. 505–506
- (SQ) Cronotassi, su shkoder.net. URL consultato il 10 ottobre 2010 (archiviato dall'url originale il 13 ottobre 2012).

### Cronotassi di Pult
- (EN) David Cheney, Diocesi di Pult, su Catholic-Hierarchy.org.
- (EN) Diocesi di Pult, su GCatholic.org.
- (LA)  Pius Bonifacius Gams, Series episcoporum Ecclesiae Catholicae, Leipzig, 1931, pp. 412–413
- (LA)  Konrad Eubel, Hierarchia Catholica Medii Aevi, vol. 1, pp. 403–404; vol. 2, p. 217; vol. 3, p. 276; vol. 4, p. 289; vol. 5, p. 325; vol. 6, p. 349; vol. 7, p. 315; vol. 8, p. 472
- (SQ) Cronotassi, su shkoder.net. URL consultato il 7 agosto 2011 (archiviato dall'url originale il 7 agosto 2011).